# Corynopuntia reflexispina
Corynopuntia reflexispina (nopal cardo lacio) es una especie de planta perteneciente a la familia Cactaceae que se distribuye en Sonora en México. La palabra reflexispina proviene del latín y significa «espina retraída» en alusión a las espinas de la especie.

## Descripción
Tiene crecimiento subarbustivo, alcanza hasta 40 cm de altura en agrupaciones de hasta 1 m de diámetro. Tallos ramificados y cilíndricos de 5 a 10 cm de largo, de color verde amarillento. Sus tubérculos son angostos. Tiene areolas ovadas de 5 mm de largo. Las espinas centrales varían de 2 a 5, son aplanadas y bulbosas en la base, la superior es porrecta, gris con la punta amarilla, mientras que las demás son reflexas y grises con tinte rosado en la punta. Las espinas radiales son 10, aplanadas de 4 a 6 mm de longitud. La flor aparece en el ápice de los tallos de 15 mm de largo y 4 mm de ancho, el exterior es verdoso y el interior amarillo. El fruto es seco y verdoso. La semilla de color pardo oscuro y de forma ovoide.
Se usa como planta ornamental, aunque no es algo habitual. El pueblo Seri usaba las raíces de esta planta con propósitos medicinales.

## Distribución
Endémica del estado de Sonora en México, en elevaciones bajas cercanas a la costa.

## Hábitat
Esta planta habita planicies arenosas en matorrales xerófilos del desierto sonerense, en regiones cercanas a la costa del Golfo de California.

## Estado de conservación
La principal amenaza de esta especie en peligro de extinción es la destrucción y fragmentación de su hábitat, al igual que el sobrepastoreo. Es probable que el área de distribución de esta especie fuera más amplio en el pasado y se haya perdido a causa del desarrollo agrícola.